# Marianne Löfgren
För docenten med samma namn, se Marianne Löwgren (född 1942)

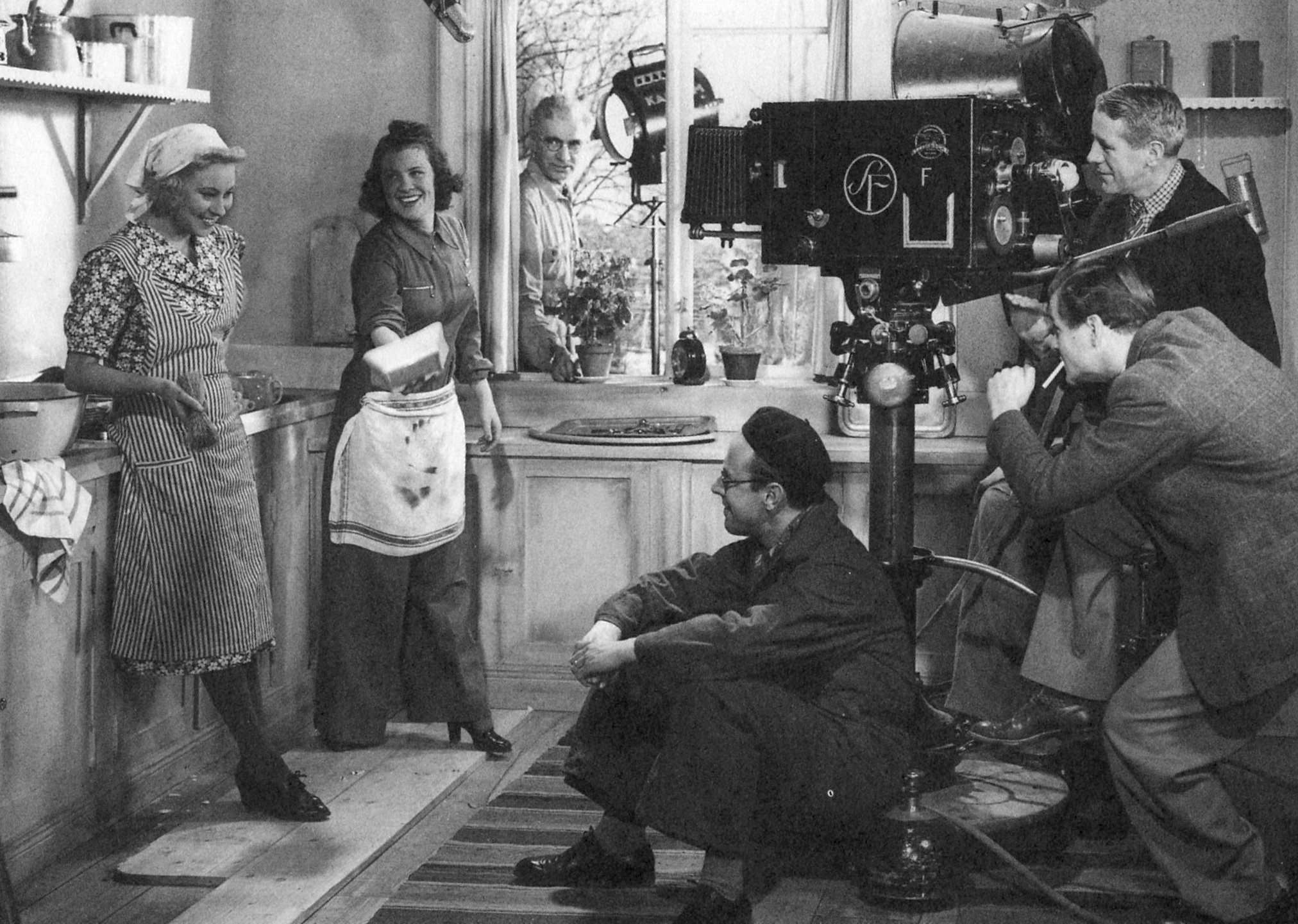
Från inspelningen av Landstormens lilla argbigga på Filmstaden, Solna 1941. Från vänster: Marianne Löfgren, Sickan Carlsson, mannen i fönstret (okänd), Nils Jerring (sittande), George Fant och Julius Jaenzon (stående).

Jeannette Wedday Marianne Ida Carolina Löfgren, född 24 februari 1910 i Kungsholms församling, Stockholm, död 4 september 1957 i Solna församling i Stockholms län, var en svensk skådespelare.

## Biografi
Marianne Löfgren var enda barnet till kamrer Sigurd Löfgren och Jenny, född Lindell. Löfgren genomgick Franska skolan och förberedande teaterstudier för Karin Swanström innan hon scendebuterade på Oscarsteatern 1929, direktion Brunius-Ekman som Abigael i Ambrosius. Hon engagerades därefter av Gösta Ekman på hans teatrar (Vasateatern, Konserthusteatern och Folkan) 1931–1934, och Dramaten 1934–1937. 
Under 1940-talets första hälft var hon fast anställd som skådespelerska hos Svensk filmindustri, därför medverkade hon under dessa år inte i några teaterföreställningar. 1947 gjorde hon en uppmärksammad comeback på Boulevardteatern som teaterskådespelerska. Hon flyttade till Malmö stadsteater 1950–1954, återvände till Stockholm och spelade på Vasateatern och Alléteatern 1955. Det blev hennes sista framträdanden. 
Hon var en av de mest produktiva kvinnliga skådespelarna i Sverige på film – med totalt 104 roller mellan 1933 och 1956, enbart under 1943 medverkade hon i 13 filmer. 
Hon var från 1936 gift med skådespelaren och regissören Tycho Bergvall (1889–1960), verksam på Dramaten.
Löfgren är begravd på Norra begravningsplatsen utanför Stockholm.

## Filmografi (i urval)
- 1933 – Den farliga leken
- 1933 – Vad veta väl männen?
- 1934 – Sången om den eldröda blomman
- 1936 – Fröken blir piga
- 1936 – På Solsidan
- 1938 – Den stora kärleken
- 1938 – Styrman Karlssons flammor
- 1938 – Med folket för fosterlandet
- 1939 – Landstormens lilla Lotta
- 1939 – Gubben kommer
- 1939 – En enda natt
- 1939 – Sjöcharmörer
- 1940 – Juninatten
- 1940 – Lillebror och jag
- 1940 – Stora famnen
- 1941 – Snapphanar
- 1941 – Det sägs på stan
- 1941 – En fattig miljonär
- 1941 – Fransson den förskräcklige
- 1941 – Gentlemannagangstern
- 1941 – Landstormens lilla argbigga
- 1942 – Halta Lottas krog
- 1942 – En trallande jänta
- 1942 – En sjöman i frack
- 1942 – Jacobs stege
- 1942 – Kvinnan tar befälet
- 1942 – Fallet Ingegerd Bremssen
- 1942 – Farliga vägar
- 1942 – Man glömmer ingenting
- 1943 – Lille Napoleon
- 1943 – Kajan går till sjöss
- 1943 – Älskling, jag ger mig (film, 1943)
- 1943 – Kvinnor i fångenskap
- 1943 – En flicka för mej
- 1943 – Elvira Madigan
- 1943 – Hon trodde det var han
- 1943 – När ungdomen vaknar
- 1943 – Som du vill ha mej
- 1943 – Kungsgatan
- 1943 – Herr Collins äventyr
- 1943 – Livet måste levas
- 1944 – Kejsarn av Portugallien
- 1944 – Den heliga lögnen
- 1944 – Sabotage
- 1944 – Hans officiella fästmö
- 1944 – Stopp! Tänk på något annat
- 1944 – ... och alla dessa kvinnor
- 1945 – En förtjusande fröken
- 1945 – Gomorron Bill!
- 1945 – Vandring med månen
- 1945 – Rosen på Tistelön
- 1945 – Pettersson & Bendels nya affärer
- 1945 – Jagad
- 1946 – Kris
- 1946 – Åsa-Hanna
- 1946 – Det är min modell
- 1946 – Rötägg
- 1946 – Ballongen
- 1946 – Medan porten var stängd
- 1947 – Kvinna utan ansikte
- 1947 – Det vackraste på jorden
- 1947 – Dynamit
- 1947 – Pappa sökes
- 1947 – Sjätte budet
- 1947 – Två kvinnor
- 1948 – Livet på Forsbyholm
- 1948 – En svensk tiger
- 1948 – Solkatten
- 1948 – Flottans kavaljerer
- 1949 – Kvinna i vitt
- 1949 – Fängelse
- 1949 – Gatan
- 1949 – Boman får snurren
- 1950 – Fästmö uthyres
- 1950 – Kanske en gentleman
- 1950 – Kvartetten som sprängdes
- 1950 – Kyssen på kryssen
- 1950 – Flicka och hyacinter
- 1950 – Stjärnsmäll i Frukostklubben
- 1950 – Ung och kär
- 1951 – Frånskild
- 1951 – Tull-Bom
- 1951 – Puck heter jag
- 1952 – Trots
- 1952 – Åke klarar biffen
- 1952 – Klackarna i taket
- 1954 – Salka Valka
- 1954 – Simon syndaren
- 1954 – Hästhandlarens flickor
- 1955 – Hoppsan!
- 1955 – Flottans muntergökar
- 1955 – Friarannonsen
- 1955 – Så tuktas kärleken
- 1956 – Lille Fridolf och jag
- 1956 – Flamman
- 1956 – Egen ingång
- 1956 – Nattbarn

## Teater

### Roller (ej komplett)
| År   | Roll                        | Produktion                                                             | Regi                 | Teater                   |
| ---- | --------------------------- | ---------------------------------------------------------------------- | -------------------- | ------------------------ |
| 1930 | Lucinda Overbeck            | En liten olycka Floyd Dell och Thomas Mitchell                         | Gösta Ekman          | Oscarsteatern            |
| 1930 | Karin Månsdotter            | Gustaf Vasa August Strindberg                                          | Gunnar Klintberg     | Oscarsteatern            |
| 1930 | Elinor Johnson              | En tjuvkomedi Berndt Carlberg                                          | Gösta Ekman          | Oscarsteatern            |
| 1930 | Sylvia Armitage             | Mordet i andra våningen Frank Vosper                                   | John W. Brunius      | Oscarsteatern            |
| 1930 | Ingrid                      | En herrgårdssägen Selma Lagerlöf                                       | Einar Fröberg        | Mindre teatern           |
| 1931 | Peggie Merrick              | Mammas förflutna (The Vinegar Tree) Paul Osborn                        | Tollie Zellman       | Vasateatern              |
| 1931 |                             | Nunnornas barn Gregorio Martínez Sierra                                | Sandro Malmquist     | Konserthusteatern        |
| 1932 |                             | Gröna hissen (Fair and Warmer) Avery Hopwood                           | Gösta Ekman          | Vasateatern              |
| 1932 |                             | Värdshuset Vita hästen (Im weißen Rößl) Hans Müller och Ralph Benatzky | A.W. Sandberg        | Vasateatern              |
| 1932 | Andra damen                 | Kanske en diktare Ragnar Josephson                                     | Gösta Ekman          | Vasateatern              |
| 1932 | Ruby                        | Broadway Philip Dunning och George Abbott                              | Mauritz Stiller      | Vasateatern              |
| 1932 |                             | Adam och Evorna Sigurd Hoel och Helge Krog                             | Gösta Ekman          | Folkteatern              |
| 1932 | Poppy Davis                 | I de bästa familjer Anita Hart och Maurice Braddell                    | Gösta Ekman          | Gösta Ekmans Folkteater  |
| 1933 |                             | Domaredansen Erik Lindorm                                              | Per-Axel Branner     | Gösta Ekmans Folkteater  |
| 1933 |                             | Charleys tant Brandon Thomas                                           |                      | Folkteatern              |
| 1934 | Anne Rogers                 | Ingen rädder Allan Scott och George Height                             | Knut Martin          | Blancheteatern           |
| 1934 | Virginie                    | Den italienska halmhatten Eugene Labiche                               | Olof Molander        | Dramaten                 |
| 1934 | Irma                        | En hederlig man Sigfrid Siwertz                                        | Alf Sjöberg          | Dramaten                 |
| 1935 | Electrical girl             | Kvartetten som sprängdes Birger Sjöberg                                | Rune Carlsten        | Dramaten                 |
| 1935 | Belle                       | Ljuva ungdomstid Eugene O'Neill                                        | Rune Carlsten        | Dramaten                 |
| 1935 | Vicomtesse de Saint-Grobain | Den gröna fracken Gaston Arman de Caillavet                            | Rune Carlsten        | Dramaten                 |
| 1936 | Amanda                      | Hittebarnet August Blanche                                             | Rune Carlsten        | Dramaten                 |
| 1936 | Fernande                    | Kokosnöten Marcel Achard                                               | Rune Carlsten        | Dramaten                 |
| 1936 | Fröken Svea                 | Fridas visor Birger Sjöberg                                            | Rune Carlsten        | Dramaten                 |
| 1937 | Ebba Enberg                 | Skönhet Sigfrid Siwertz                                                | Alf Sjöberg          | Dramaten                 |
| 1937 | Barnsköterskan              | Eva gör sin barnplikt Kjeld Abell                                      | Rune Carlsten        | Dramaten                 |
| 1937 | Sorel Bliss                 | Höfeber Noël Coward                                                    | Alf Sjöberg          | Dramaten                 |
| 1939 | Yvonne                      | Vanartiga föräldrar Jean Cocteau                                       | Harry Roeck-Hansen   | Blancheteatern           |
| 1950 |                             | Lunchrasten Herbert Grevenius                                          | Gösta Folke          | Malmö Stadsteater        |
| 1950 |                             | De likgiltiga Alberto Moravia                                          | Gösta Folke          | Malmö Stadsteater        |
| 1951 |                             | Järnvattnet i Madrid Lope de Vega                                      | Gösta Folke          | Malmö Stadsteater        |
| 1951 |                             | Venus i blickfältet Christopher Fry                                    | Lars-Levi Laestadius | Malmö Stadsteater        |
| 1951 |                             | Den italienska halmhatten Eugène Labiche                               | Henrik Dyfverman     | Malmö Stadsteater        |
| 1951 | Julie Bille en Bois         | Inte för er, mina damer Sacha Guitry                                   | John Zacharias       | Helsingborgs stadsteater |
| 1951 |                             | Rosen Tennessee Williams                                               | Lars-Levi Laestadius | Malmö Stadsteater        |
| 1952 |                             | Othello William Shakespeare                                            | Lars-Levi Laestadius | Malmö Stadsteater        |
| 1952 |                             | Kärlekens narrar Leck Fischer                                          | Gunnar Ekström       | Malmö Stadsteater        |
| 1952 |                             | Höfeber Noël Coward                                                    | Oscar Ljung          | Malmö Stadsteater        |
| 1952 | Drottningen                 | Komedin om oss myror Samuel Spewack                                    | John Zacharias       | Helsingborgs stadsteater |
| 1953 | Penelope Sycamore           | Komedin om oss människor Moss Hart och George S. Kaufman               | Ingrid Luterkort     | Helsingborgs stadsteater |
| 1953 | Mrs Dulcie Baxter           | Mollusken Hugh Herbert Davis                                           | Ingrid Luterkort     | Malmö Stadsteater        |
| 1955 | Julie                       | Han, Hon och Hin André Roussin                                         | Per Gerhard          | Vasateatern              |
| 1955 | Grace Hoylard               | Älska mig, flicka William Inge                                         | Per-Axel Branner     | Alléteatern              |

## Radioteater
| År   | Roll                                 | Produktion                                           | Regi        |
| ---- | ------------------------------------ | ---------------------------------------------------- | ----------- |
| 1950 | Maria Seltermann, koloratursångerska | Hillmans detektivbyrå: Melodimysteriet Folke Mellvig | Lars Madsén |